# Visegrád

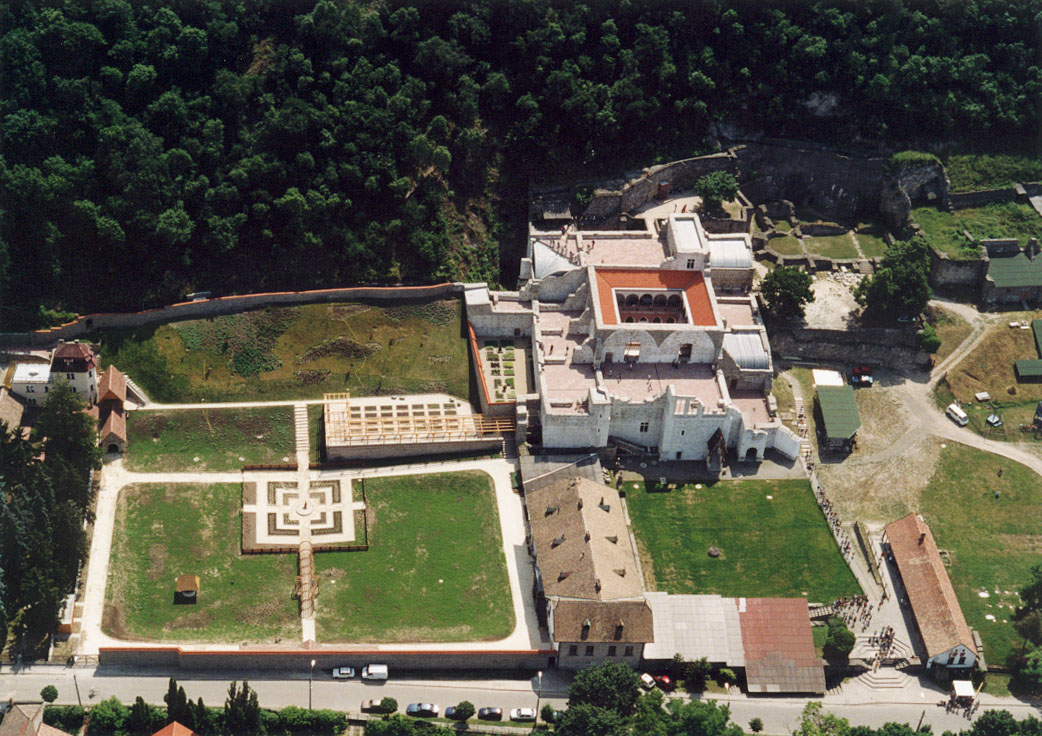
De resten van het koninklijk paleis in Visegrád

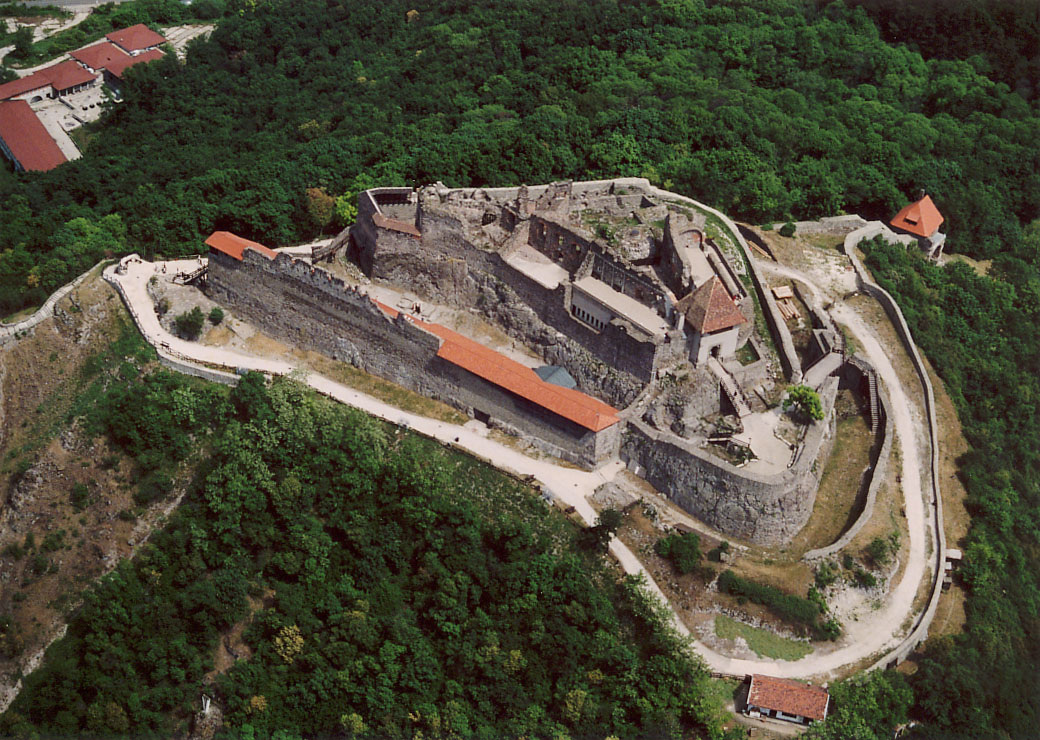
Het heuvelkasteel

Visegrád (Duits: Plintenburg) is een kleine stad aan de Donau in het district Szentendre (comitaat Pest) in Hongarije. Het is bekend om de blootgelegde resten van een koninklijk paleis.
Het plaatsje ligt 22 km ten noorden van Szentendre, tegenover Nagymaros, aan de Donauknie en 42 km ten noorden van Boedapest. Het plaatsje kreeg in 2000 stadsrechten, hoewel het maar zo'n 2.000 inwoners telt.
Visegrád geniet bekendheid vanwege een handelstop op 15 februari 1991 tussen de regeringsleiders van Hongarije, Polen en Tsjechoslowakije. De Visegrádgroep verwijst nu naar de vier landen Hongarije, Polen, Slowakije en Tsjechië.

## Geschiedenis
De Romeinen hadden hier al een vesting. In de 9e eeuw vestigden zich hier Slavische stammen. Waarschijnlijk stamt de naam Visegrád (hoge vesting) uit die tijd. In 1096 moet de Eerste Kruistocht er langs getrokken zijn (men volgde toen bijna altijd de rivieren). Godfried van Bouillon zou er aan koning Kálman (Koloman) toestemming gevraagd hebben om door Hongarije te trekken met zijn leger, met de belofte aan koning Kálman om zijn land niet te plunderen en om een aanval te doen op de Serven. Zo zouden het Kruisleger en de Hongaren samen Belgrado veroverd hebben. Daarna trokken de Kruisvaarders verder over de Karpaten naar Byzantium en zo naar Klein-Azië.
De vesting van Visegrád werd vernietigd door de Mongolen in 1241, maar kort daarna herbouwd door koning Béla IV van Hongarije. In 1325 vestigde Koning Karel I zijn hof in Visegrád, dat zijn geboorteplaats was. Visegrád bleef de koninklijke zetel van Hongarije tot begin 15e eeuw.
In 1335 troffen de koningen van Polen, Bohemen en Hongarije elkaar in Visegrád. In de Vrede van Visegrád werd bepaald dat Silezië aan Bohemen toekwam, en dat Bohemen zijn aanspraken op Polen zou opgeven.
In de 13e en 14e eeuw werd het kasteel verder uitgebreid en werd een koninklijk paleis gebouwd. In 1542 werd Visegrád door de Turken totaal verwoest, waarna eeuwenlang een laag aarde de overblijfselen van het paleis en de omgeving bedekte.
In 1934 werd begonnen met opgravingen van het koninklijk paleis, maar de voortgang werd bemoeilijkt door de aanwezigheid van huizen in de directe omgeving, die eerst afgebroken moesten worden, wilde men verder kunnen graven. Maar wat tegenwoordig te zien is, is al interessant genoeg, zeker als men de historische achtergrond kent. Het paleis, waarin zich ooit prachtige zalen en binnenhoven bevonden, had enorme afmetingen: 600 meter bij 300 meter.
Het gotische paleis werd met veel renaissance-ornamenten verfraaid. Er zouden 350 vertrekken zijn geweest - alle met zeer rijke interieurs - hangende tuinen en een bron van rood marmer.
Vanaf het einde van de 17e eeuw werd het paleis niet meer bewoond en verviel het tot ruïnes waarop weer gebouwd werd. Het paleis werd slechts door een weg van de Donau gescheiden, vandaar ook de naam "Waterburcht". Het paleis moet vijf verdiepingen hebben gehad, hetgeen nu nog te zien is. De arcadengang en kruisgang zijn deels nog authentiek.
De bewerkte leeuwenbron, waaruit vroeger tijdens feesten wijn gevloeid zou hebben, is een kopie. De originele bron staat in het Hongaars Nationaal Museum in Boedapest. Verder zijn er wandelgangen met zitnissen en terrassen met stenen balustrades. Er staan replica's van een middeleeuwse "blijde", een soort 15 meter hoge werpkatapult om stenen over de vestingmuren te gooien of muren te breken, en een grote kruisboogkatapult om brandende speren naar de vijand te schieten.
Men heeft hier een panoramisch hoog uitzicht over de Donau en de overzijde van de rivier, dat op het grondgebied van Slowakije ligt.
Op de heuvel ten zuiden van het paleis staat het restant van de woontoren Szálamon torony (Salamonstoren), gebouwd in de 13e eeuw door koning Béla IV. In de toren, 30 meter hoog met een doorsnede van 8 meter, worden tentoonstellingen gehouden en hij huisvest het Koning Matthias-museum, waar waardevolle vondsten uit het paleis zijn uitgestald.
Een voetpad en een zogenoemde Panoramaweg gaan omhoog naar de vroegere burcht of citadel. Bij het Sivanus-hotel, dat vlak aan de Donau ligt, heeft men uitzicht op grote delen van de Pilis- en Börzsönygebergten.

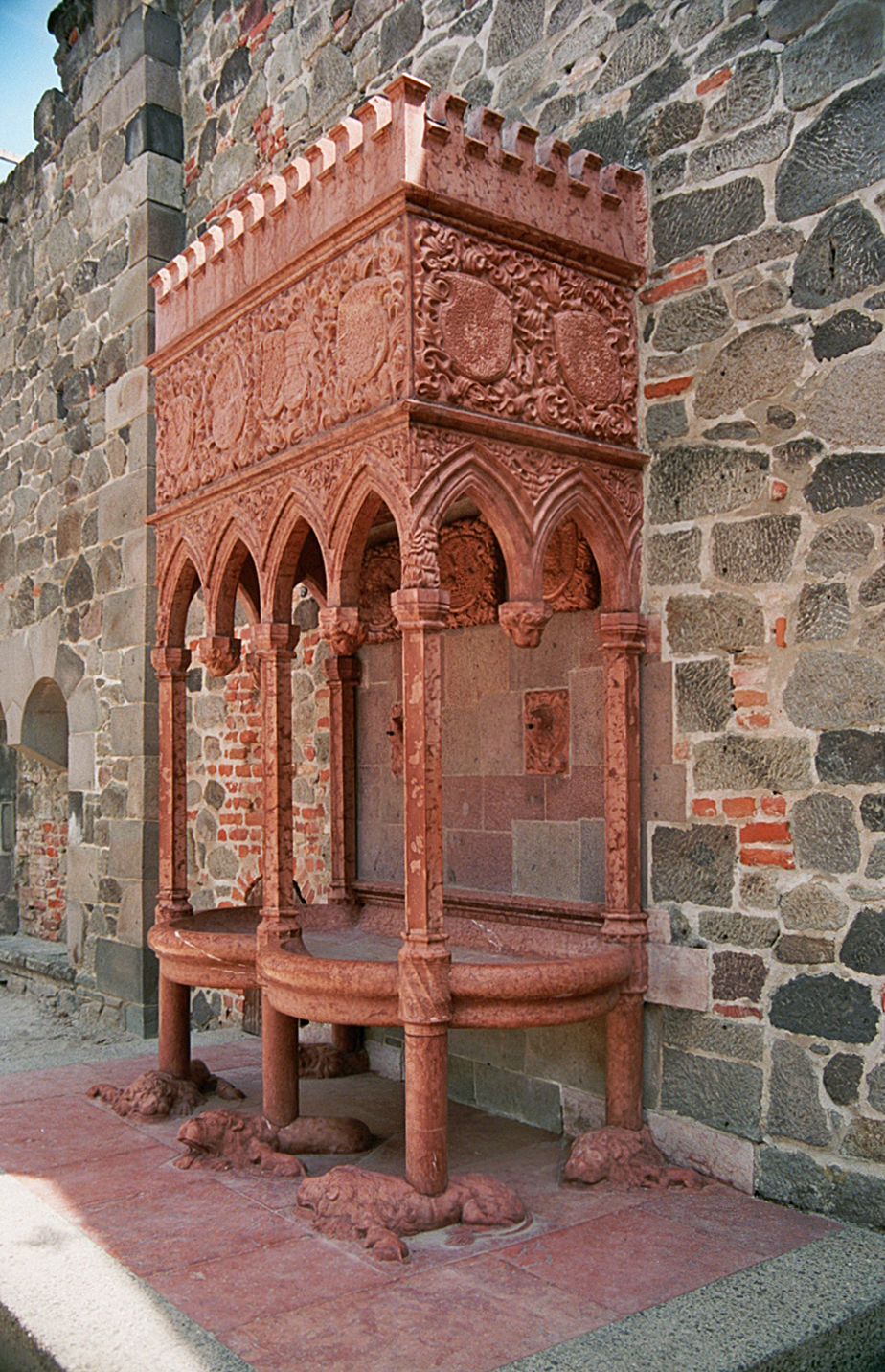

## Inwoners
Een van de bekendste inwoners van Visegrád op dit moment is de Hongaarse topkok Gyula Gullner (lid Le Club des Chefs des Chefs).

## Sport
Op 6 mei 2022 was Višegrad aankomstplaats van de in Boedapest gestarte eerste etappe van de wielerkoers Ronde van Italië. Deze etappe en daarmee eveneens de eerste leiderstrui werd gewonnen door de Nederlander Mathieu van der Poel.

## Niet te verwarren met
- Višegrad (Bosnië en Herzegovina)
- Visjegrad (Bulgarije)
- Vyšehrad (Tsjechië)